# Bionic Woman
Ne doit pas être confondu avec Super Jaimie.
Bionic Woman, ou La Femme Bionique au Québec, est une série télévisée américaine en huit épisodes de 42 minutes, créée par David Eick et Laeta Kalogridis, a été diffusée entre le 26 septembre et le 28 novembre 2007 sur le réseau NBC.
La série a été diffusée en Belgique à partir du 5 juillet 2008 sur RTL-TVI ; en France à partir du 13 juillet 2008 sur TF1 ; au Québec à partir du 7 janvier 2009 sur Ztélé et en Côte d'Ivoire à partir du 7 février 2010 sur RTI 1.

## Synopsis
Jaime Sommers est employée de bar à San Francisco et partage sa vie entre sa jeune sœur, Becca, dont elle a la charge et Will, son petit ami. Mais un jour, elle est victime d'un grave accident de voiture et sa vie bascule. Très grièvement blessée, le seul moyen de lui sauver la vie est l'implantation d'organes bioniques issus d'une technologie secrète. Possédant maintenant des capacités physiques hors normes, elle est recrutée par un service de renseignement du gouvernement des États-Unis.

## Distribution

### Acteurs principaux
- Michelle Ryan (VF : Josy Bernard) : Jaime Wells Sommers
- Miguel Ferrer (VF : Patrick Messe) : Jonas Bledsoe
- Molly Price (VF : Josiane Pinson) : Ruth Treadwell
- Will Yun Lee (VF : Olivier Chauvel) : Jae Kim
- Lucy Hale (VF : Garance Giachino) : Becca Sommers
- Chris Bowers (VF : Thierry Wermuth) : Will Anthros
- Mark Sheppard (VF : Tony Joudrier) : Anthony Anthros

### Acteurs récurrents
- Kevin Rankin (VF : Francis Benoît) : Nathan (7 épisodes)
- Isaiah Washington (VF : Jean-Paul Pitolin) : Antonio Pope (5 épisodes)
- Katee Sackhoff (VF : Ariane Deviègue) : Sarah Corvus (5 épisodes)
- Jordan Bridges (VF : Tanguy Goasdoué) : Tom Hastings (3 épisodes)

 Source et légende : version française (VF) sur RS Doublage

## Production
Le projet de David Eick (Battlestar Galactica) et Laeta Kalogridis (Birds of Prey) a débuté en octobre 2006. NBC a commandé un pilote en janvier 2007 qui sera réalisé par Michael Dinner, aussi producteur exécutif.
Le casting principal débute le mois suivant avec entre autres Michelle Ryan, Will Yun Lee, Mae Whitman (Becca), Molly Price, Katee Sackhoff, Miguel Ferrer et Chris Bowers.
Satisfaite du pilote, NBC commande la série le 10 mai 2007 et annonce quatre jours plus tard lors des Upfronts qu'elle sera diffusée les mercredis à l'automne. Fin mai, le producteur exécutif Michael Dinner quitte l'équipe de production, refusant de s'installer à Vancouver. Il est remplacé en juillet par David Barrett. Puis début septembre, Glen Morgan quitte la production après le quatrième épisode pour différences créatives, il est remplacé par Jason Katims, puis fin octobre, Jason Cahill (en) devient le nouveau showrunner.
En juillet, Lucy Hale reprend le rôle de Becca, Isaiah Washington décroche un rôle récurrent, suivi le mois suivant par Bruce McGill, et en septembre par Jordan Bridges.
Le 10 octobre, NBC commande trois scripts additionnels sur les treize épisodes initiaux. La production est arrêtée au huitième épisode lors du déclenchement de la grève de la Writers Guild of America de 2007, et n'a pas repris à sa fin en février 2008.

## Épisodes
1. Dans la peau d'une autre (Second Chances)
2. Paradis perdu (Paradise Lost)
3. Sœurs ennemies (Sisterhood)
4. Mensonges et Vérités (Faceoff)
5. L'Étudiante anglaise (The Education of Jaime Sommers)
6. Séjour à Paris (The List)
7. Un traître parmi nous (Trust Issues)
8. Ne pas déranger (Do Not Disturb)

## Commentaires
Cette série est un remake de la série du même titre des années 1970 (Super Jaimie en France, La Femme bionique au Québec).
Il y a quelques liens entre cette série et Battlestar Galactica. Outre le producteur David Eick — qui produit les deux séries — et l'actrice Katee Sackhoff — qui incarne ici Sarah Corvus, la némésis de Jamie — on peut remarquer que d'autres acteurs de personnages emblématiques dans la seconde série ont un rôle dans celle-ci, tels Aaron Douglas et Mark Sheppard. De plus, dans le second épisode, l'on peut apercevoir une scène de l'épisode Exodus — 1re partie sur un écran de télévision.
Au moins trois versions du pilote ont été tournées. Dans la première, Mae Whitman incarne la sœur sourde de Jaime. Un choix qui a fait l’objet d’une controverse auprès des associations des sourds et malentendants étant donné que l’actrice n’a, en réalité, aucun handicap.